# Medicago secundiflora
Medicago secundiflora är en ärtväxtart som beskrevs av Michel Charles Durieu de Maisonneuve. Medicago secundiflora ingår i släktet luserner, och familjen ärtväxter. Inga underarter finns listade i Catalogue of Life.

## Bildgalleri

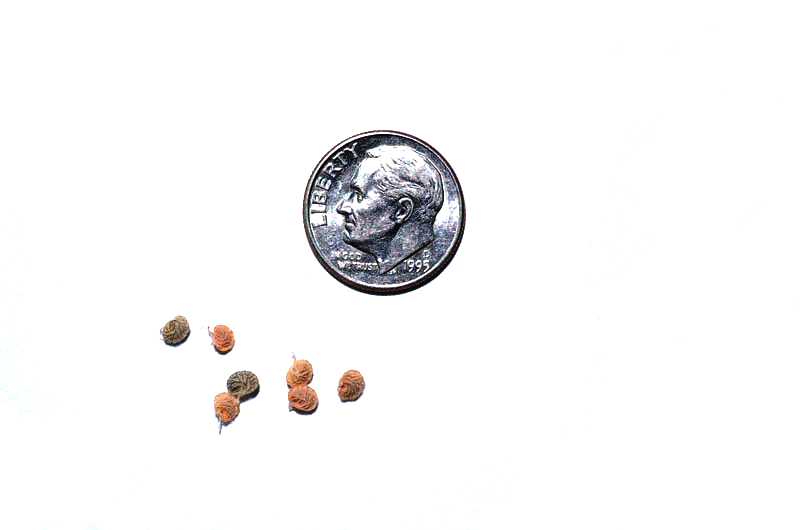